# Boubacar Sanogo
Boubacar Sanogo (Dimbokro, 17 dicembre 1982) è un ex calciatore ivoriano, di ruolo attaccante.

## Carriera
È giunto all'Hoffenheim nel gennaio 2009, in prestito dal Werder Brema. In precedenza aveva militato anche nel Kaiserslautern e nell'Amburgo.
Il 19 agosto 2009 il Saint-Étienne annuncia di aver prelevato a titolo definitivo il calciatore.
Il 4 luglio 2012, svincolatosi dal Saint-Étienne, viene messo sotto contratto dall'Energie Cottbus squadra militante nella seconda divisione del campionato tedesco.
Nel 2015 firma per il NorthEast Utd, nella Indian Super League, ma a seguito di un infortunio viene tolto dalla lista dei giocatori.
In carriera ha segnato oltre 100 reti.

## Palmarès

### Club

#### Competizioni nazionali
- Campionato tunisino: 4

Espérance: 1999, 2000, 2001, 2002
- Coppa di Tunisia: 1

Espérance: 1999
- Campionato emiratino: 2

Al-Ain: 2002-2003, 2003-2004
- Supercoppa degli Emirati Arabi Uniti: 1

Al-Ain: 2003
- Coppa del Presidente degli Emirati Arabi Uniti: 1

Al-Ain: 2004-2005

#### Competizioni internazionali
- AFC Champions League: 1

Al-Ain: 2002-2003